# Ermita de San Pedro (Usún)
La ermita de san Pedro de Usún se encuentra en Navarra, en la merindad de Sangüesa, en la comarca de Lumbier y pertenece al municipio del Romanzado, concretamente la población de Usún. Está situada a la salida de la Foz de Arbayún, en un escarpe sobre la orilla izquierda el río Salazar.
Fue uno de los monasterios más antiguos de Navarra, se tiene noticia de su consagración en 829. Posteriormente pasó a depender de la catedral de Pamplona para finalmente convertirse en ermita. Su estado actual corresponde a las obras realizadas en el siglo XVIII.

## Historia
Formaba parte de los monasterios navarros del siglo IX, situados en el Prepirineo, emplazados en lugares apartados, lejos de la amenaza del Islam e influidos culturalmente por el mundo carolingio.
Se tiene noticia documental de que la iglesia del monasterio fue consagrada a San Pedro el 28 de octubre de 829 por Opilano, obispo de Pamplona.
Posteriormente, hacia 851, se estima que fue visitado por san Eulogio de Córdoba como consecuencia de su frustrado viaje a la Galia, que derivó, a instancias del obispo de Pamplona, en un itinerario por los monasterios pirenaicos navarros de Leyre, Igal, Urdaspal, y que se extendió también a los oscenses de Cillas y de san Pedro de Siresa, de los que sacó una impresión favorable por su rigor y piedad. En los de Leyre y Siresa recabó obras de autores cristianos y clásicos con el fin de entregarlas a las comunidades mozárabes de Al-Ándalus.
El primer monarca del reino de Pamplona, Sancho Garcés I, en 924, aquejado de una grave enfermedad, «frigelas, que le despedazaban cada día», visitó diversos monasterios de Navarra implorando su curación y finalmente fue en el de san Pedro de Usún donde se sintió sanado, aunque la recuperación fue efímera ya que falleció al año siguiente. Sea como fuere, con motivo de su momentánea recuperación, el 28 de octubre de 924, donó al monasterio a la Iglesia de Pamplona, junto con el pueblo vecino de Usún, unas viñas en Arboniés, cerca de Sangüesa, y unas tierras en Ull, junto al Onsella, en la provincia de Zaragoza.
Ya en el siglo XI, se tiene noticia de las donaciones recibidas de Sancho Ramírez, rey de Aragón y de Pamplona. Un documento pontificio de 1146 considera al monasterio adscrito a la catedral de Pamplona. Posteriormente, dentro de esta jurisdicción, pasó a estar vinculado al cargo de arcediano de la catedral. Uno de los más significados fue Juan Périz de Estella que, en 1330, promovió la construcción del refectorio catedralicio y su decoración a base de pinturas murales, con escenas de la Pasión, que firmó Juan Oliver. Se tiene conocimiento de ello porque en la inscripción situada al pie del fresco de la Crucifixión aparece su nombre con su cargo en el cabildo de la catedral y con el de “archidiácono” de san Pedro de Usún.

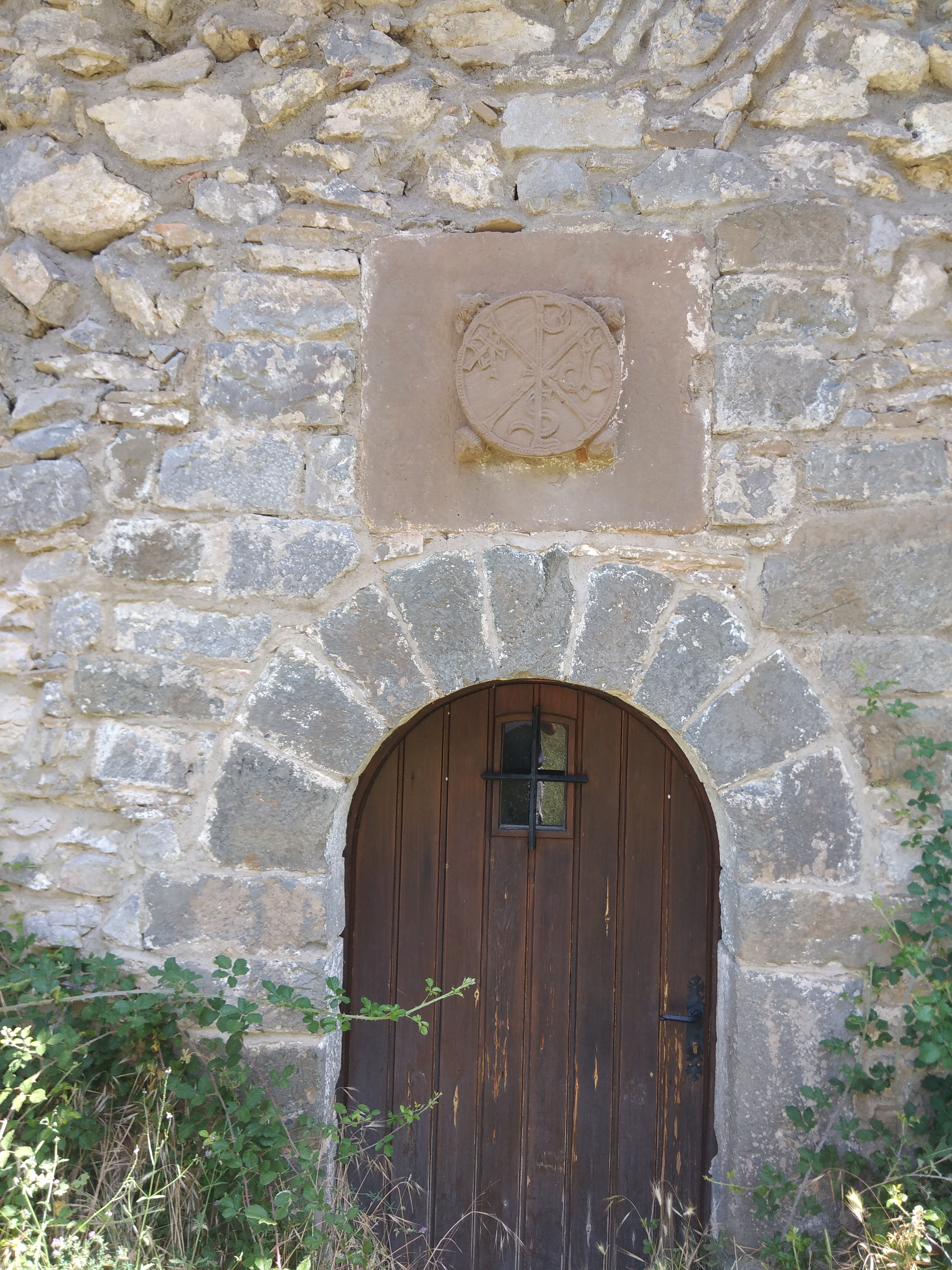
Puerta de la ermita y crismón

## Arquitectura
Del primitivo monasterio prerrománico, adscrito a la arquitectura de influencia carolingia, tan solo se conservan restos de un muro aparejado en “espina de pez”, semejante a los existentes en las murallas, datadas en el siglo X, de Javier y de Pamplona y el recinto amurallado de Olite.
A finales del siglo XI se construyó un nuevo monasterio. A esta época pertenecería el crismón románico que luce sobre la puerta, que presenta la particularidad de mostrar cuatro pequeñas cabezas, dos de ellas humanas, en el exterior del círculo. Podrían ser una representación del tetramorfos.
En el siglo XVIII se llevó a cabo una “feroz” remodelación que destruyó la obra medieval. A esta época pertenecería la ermita actual, que consiste en una edificación de planta rectangular, construida con sillarejo muy irregular y cubierta a dos aguas. Tiene ábside recto; en el muro sur se abre la única puerta del conjunto, que se cierra con un arco de medio punto, sobre el que luce el crismón ya mencionado. En este muro meridional se abren tres rudimentarias ventanitas, los únicos vanos del edificio. Un pavimento de cantos rodados, bien trabajado, lleva la fecha de 1737.
Aneja a la ermita, en el lado este, se levanta una construcción posiblemente destinada a albergar a los romeros. Tiene una puerta adintelada y sobre ella una ventana geminada con arcos apuntados de factura tosca. Un tragaluz es el único vano en la planta baja.
La ermita fue reconstruida con rigor arqueológico en 2006.

## Advocación
El templo está dedicado a san Pedro en su advocación de sumo pontífice. Está representado por una escultura sedente, con la triple tiara y las llaves; se trata de una talla de madera policromada, de estilo barroco, que se podría datar en el siglo XVII.
La piedad popular recurría a este santo en tiempos de sequía. Los fieles del contorno sacaban la imagen de san Pedro fuera del templo, en rogativa para solicitar la lluvia, y amagaban con tirarlo a río Salazar si no atendía a sus plegarias.
La romería tenía lugar el lunes anterior a la Ascensión. A ella asistían los romeros con sus cruces.